# Série 1600 de FEVE
La Série 1600 de la FEVE comprend un groupe locomotives diesel de ligne, construites en trois lots à partir de 1981. Elles représentent la série la plus nombreuse construite pour un chemin de fer à voie étroite d'Espagne avec 30 unités produites. Sa numérotation est en rapport avec sa puissance en cheval vapeur (1.600), et sont articulés dans deux sous-séries, 1600 et 1650.
Elles sont basées sur le modèle AD16B d'Alsthom, bien que seulement les six dernières ont été construites par cette société, les autres étant fabriquées sous licence par Maquinista Terrestre y Marítima (M.T.M.) Sa conception dans les diverses versions est le fruit du dessinateur industriel Jacques Cooper, les bicarlingues étant considérées comme une des meilleures conceptions du parc ferroviaire espagnol.

## Histoire
Dans le but de moderniser son parc de locomotives, la FEVE charge en 1981 la MTM de la construction de 14 locomotives de 1600 CV de puissance. Plusieurs options sont posées, mais la FEVE, fidèle à la tradition, s'adresse à l'industrie française, qui à ce moment-là avait développé un modèle de 1600 CV pour les réseaux de voie métrique des anciennes colonies, en choisissant pour cette commande le modèle monocarlingue. Une année plus tard, MTM commence les livraisons. Avec la 1600 arrive la révolution à la voie étroite, puisqu'on incorpore un nouvel accrochement automatique appelé Alliance Full Size, généralisation du frein à air comprimé et commandes multiples. Les quatorze unités sont numérotées de 1601 à 1614.
Vu les excellents résultats fournis par les monocarlingues, FEVE commande dix locomotives de plus à MTM, mais cette fois du modèle bicarlingue. Les machines sont livrées en 1985. En 1995 FEVE commande à nouveau d'autres locomotives, 6 unités à GEC Alsthom Transport cette fois, qui les construit dans la plaine d'Albuixech. Ces locomotives présentent quelques détails esthétiques qui les différencient de leurs sœurs de sous-série, et à son tour le moteur diesel, du même modèle a été fabriqué par Wärtsilä, firme qui a acquis les droits de construction du SACM.

## Services
Depuis leur mise en service, les 1600 ont commencé à tracter les trains les plus lourds. À partir de 1999, elles tirent les trains sidérurgiques entre les Asturies et le Pays basque, avec une charge moyenne de 1 000 tonnes. De même, elles ont toujours conduit des trains de charbon dans le secteur d'influence asturienne, et les navettes entre Santander-Marchandises et Raos (port de Santander) ou Barreda. Avec l'arrivée des 1900, son utilisation a fortement diminué, partageant le trafic avec les doublecarlingues. Cependant, certains trains sont constitués exclusivement par les 1600, comme les trains d'aluminium et bois entre Xove et Pravia, et la traction du Transcantabrique dans la ligne de La Robla.
Quant aux services de voyageurs, les 1600 se sont toujours occupées de la plupart d'entre eux, grâce à sa plus grande aptitude et esthétique. Depuis l'arrivée des 1900, ils ont perdu la traction du train de luxe Transcantabrique entre Ferrol et Balmaseda, bien que dans les autres trains touristiques ils soient très utilisés.
De même, toutes les années ils assurent le transport des cheminots opérationnel dans la festivité du Descenso Internacional del Sella, qui a lieu début août. Pour cette opération on choisit des locomotives monocarlingue, dont quatre sont décorées à ce sujet. Normalement les 1601 et 1602 assurent la traction du Piragüeru entre Oviedo et Ribadesella.

## Voir également
- Série 1000 de FEVE
- Série 1500 de FEVE
- Série 1900 de FEVE
- Série 2400 de FEVE
- Série 2600 de FEVE
- Série 2700 de FEVE
- Disposition des essieux
- Classification des locomotives

### Traduction
- (es) Cet article est partiellement ou en totalité issu de l’article de Wikipédia en espagnol intitulé « Serie 1600 de Renfe » (voir la liste des auteurs).